# Justicia gutierrezii
Justicia gutierrezii är en akantusväxtart som beskrevs av Emery Clarence Leonard. Justicia gutierrezii ingår i släktet Justicia och familjen akantusväxter. Inga underarter finns listade i Catalogue of Life.